# (79994) 1999 FZ4
(79994) 1999 FZ4 là một tiểu hành tinh vành đai chính. Nó được phát hiện bởi Kitt Peak ngày 17 tháng 03 1999.